# Amblystegium cashii
Amblystegium cashii là một loài rêu trong họ Amblystegiaceae. Loài này được Buyss. mô tả khoa học đầu tiên năm 1885.